# Lumbatan
Lumbatan è una municipalità di quinta classe delle Filippine, situata nella Provincia di Lanao del Sur, nella Regione Autonoma nel Mindanao Musulmano.
Lumbatan è formata da 21 baranggay:
- Alog
- Basayungun
- Buad
- Bubong Macadar
- Budi
- Dago-ok
- Dalama
- Dalipuga
- Lalapung
- Ligue
- Lumbac
- Lumbac Bacayawan
- Lunay
- Macadar
- Madaya
- Minanga
- Pantar
- Penaring
- Picotaan
- Poblacion (Lumbatan)
- Tambac